# Volvo Masters
O Volvo Masters foi um torneio masculino de golfe, que foi disputado entre 1988 e 2008 e fazia parte do calendário do PGA European Tour. Sempre foi realizado no Valderrama Golf Club, em Sotogrande, na Espanha. Até 2008, o torneio decorreu no mês de outubro e incluía a temporada da European Tour. A bolsa de prêmios alcançou os quatro milhões de euros em 2008, um dos maiores entre os organizados pelo PGA European Tour. A lista de participantes consistia de sessenta golfistas melhores posicionados na tabela. Foi disputado pela última vez em 2008 e quem venceu foi o dinamarquês Søren Kjeldsen, com 276, 8 abaixo do par, duas tacadas à frente dos segundos colocados Martin Kaymer, da Alemanha, e Anthony Wall, golfista inglês.

## Campeões
| Ano                     | Campeão                                   | País               | Pontuação     | Par           | Margem        | Vice-campeão(ões)                                    |
| Volvo Masters           | Volvo Masters                             | Volvo Masters      | Volvo Masters | Volvo Masters | Volvo Masters | Volvo Masters                                        |
| ----------------------- | ----------------------------------------- | ------------------ | ------------- | ------------- | ------------- | ---------------------------------------------------- |
| 2008                    | Søren Kjeldsen                            | Dinamarca          | 276           | −8            | 2 tacadas     | Martin Kaymer Anthony Wall                           |
| 2007                    | Justin Rose                               | Inglaterra         | 283           | −1            | Playoff       | Simon Dyson Søren Kjeldsen                           |
| 2006                    | Jeev Milkha Singh                         | Índia              | 282           | −2            | 1 tacada      | Luke Donald Sergio García Pádraig Harrington         |
| 2005                    | Paul McGinley                             | Irlanda            | 274           | −10           | 2 tacadas     | Sergio García                                        |
| Volvo Masters Andalucia |                                           |                    |               |               |               |                                                      |
| 2004                    | Ian Poulter                               | Inglaterra         | 277           | −7            | Playoff       | Sergio García                                        |
| 2003                    | Fredrik Jacobson                          | Suécia             | 276           | −12           | Playoff       | Carlos Rodiles                                       |
| 2002                    | Bernhard Langer (2) Colin Montgomerie (2) | Alemanha · Escócia | 281           | −3            | Playoff*      | n/a                                                  |
| 2001                    | Pádraig Harrington                        | Irlanda            | 204^          | −12           | 1 tacada      | Paul McGinley                                        |
| Volvo Masters           |                                           |                    |               |               |               |                                                      |
| 2000                    | Pierre Fulke                              | Suécia             | 272           | −16           | 1 tacada      | Darren Clarke                                        |
| 1999                    | Miguel Ángel Jiménez                      | Espanha            | 269           | −19           | 2 tacadas     | Retief Goosen Pádraig Harrington Bernhard Langer     |
| 1998                    | Darren Clarke                             | Irlanda do Norte   | 271           | −17           | 2 tacadas     | Andrew Coltart                                       |
| 1997                    | Lee Westwood                              | Inglaterra         | 200^          | −16           | 3 tacadas     | Pádraig Harrington                                   |
| 1996                    | Mark McNulty                              | Zimbabwe           | 276           | −8            | 7 tacadas     | José Cóceres Sam Torrance Wayne Westner Lee Westwood |
| 1995                    | Alex Čejka                                | Alemanha           | 282           | −2            | 2 tacadas     | Colin Montgomerie                                    |
| 1994                    | Bernhard Langer                           | Alemanha           | 276           | −8            | 1 tacada      | Seve Ballesteros Vijay Singh                         |
| 1993                    | Colin Montgomerie                         | Escócia            | 274           | −10           | 1 tacada      | Darren Clarke                                        |
| 1992                    | Sandy Lyle                                | Escócia            | 287           | +3            | Playoff       | Colin Montgomerie                                    |
| 1991                    | Rodger Davis                              | Austrália          | 280           | −4            | 1 tacada      | Nick Faldo                                           |
| 1990                    | Mike Harwood                              | Austrália          | 286           | +2            | 1 tacada      | Steven Richardson Sam Torrance                       |
| 1989                    | Ronan Rafferty                            | Irlanda do Norte   | 282           | −6            | 1 tacada      | Nick Faldo                                           |
| 1988                    | Nick Faldo                                | Inglaterra         | 284           | −4            | 2 tacadas     | Seve Ballesteros                                     |

*Em 2002, Langer e Montgomerie empataram após playoff de dois buracos quando a noite caiu e concordaram em dividir o título.

^As edições de 1997 e 2001 foram reduzidas para apenas três rodadas devido ao tempo adverso.